# Similosodus verticalis
Similosodus verticalis är en skalbaggsart som först beskrevs av Francis Polkinghorne Pascoe 1865.  Similosodus verticalis ingår i släktet Similosodus och familjen långhorningar. Inga underarter finns listade i Catalogue of Life.